# Ceraclea aurea
Ceraclea aurea är en nattsländeart som först beskrevs av Francois Jules Pictet de la Rive 1834.  Ceraclea aurea ingår i släktet Ceraclea och familjen långhornssländor. Inga underarter finns listade i Catalogue of Life.